# 崔子恩
崔子恩（1958年—），黑龙江人，是中国大陆电影导演、编剧、小说家和教授。崔子恩毕业于中国社会科学院研究生院，并且有文学硕士学位，他在北京电影学院擔任電影研究所副研究員，其作品已经由中国大陆和香港出版发行。1990年代始，在《花城》雜誌和香港發表小說，迄今已經出版長篇小說5部，中短篇小說集3部。另外出版論說著作6部，導演DV長片12部，短片4部。曾多次在國際獲獎。

## 生平
1991年，崔子恩在北影电影文学系课堂上当着学生公布了自己是同性恋的身份。
2002年，国际同性恋人权委员会给崔子恩颁奖，鼓励其在同性恋问题上的努力和维权，虽然他的文字、讲座、电影、书籍一度被中华人民共和国政府禁止传播，但是在非正式渠道，仍然流通于社会。
2005年，崔子恩在北京市组织“大陆首届同性恋文化节”，遭到中华人民共和国政府的强力镇压，活动被迫终止，虽然遭遇到维权困难，但是崔子恩表露“这只是开始，没有结束”。

## 作品
| 年份 | 片名             | 备注                       |
| ---- | ---------------- | -------------------------- |
| 1999 | 男男女女         | 作者                       |
| 2002 | 丑角登场         | 作者，导演，演员           |
| 2002 | 旧约             | 作者，导演                 |
| 2002 | 目的地，上海     | 演员                       |
| 2003 | 哎呀呀，去哺乳   | 作者， 导演， 演员，制片人 |
| 2003 | 脸不变色心不跳   | 作者，导演                 |
| 2003 | 夜景             | 作者，导演                 |
| 2004 | 死亡的內景       | 作者， 导演                |
| 2004 | 雾语             | 作者，导演                 |
| 2004 | 蔓延             | 作者                       |
| 2004 | 石头和那个娜娜   | 作者，导演                 |
| 2004 | 星星相吸惜       | 作者，导演                 |
| 2005 | 我如花似玉的儿子 | 导演                       |
| 2005 | 呼呼哈嘿         | 作者，导演                 |
| 2005 | 少年花草黄       | 作者，导演                 |
| 2006 | 水墨青春         | 作者                       |
| 2006 | 副歌             | 作者，导演                 |
| 2008 | 二冬             | 制片人                     |
| 2008 | 誌同志           | 作者，导演                 |
| 2010 | 野草莓           | 作者                       |